# Calle Fuente del Prado
La calle Fuente del Prado es una vía pública de la ciudad española de Oviedo.

## Descripción
La vía, que se conoció en otras épocas como «bajada de Santo Domingo», discurre desde la calle Padre Suárez hasta conectar con Vicente Aleixandre, con cruce a medio camino con Fernando Alonso Díaz. Debe su nombre a una fuente del antiguo convento de los dominicos. Aparece descrita en El libro de Oviedo (1887) de Fermín Canella y Secades con las siguientes palabras:

Fuente del Prado.—Antes bajada de Santo Domingo y es la vía que va á la abundante fuente que corre en los antiguos prados de los Dominicos al SO. del ex-convento.—Ent.: Carretera de Santo Domingo.
(Canella y Secades, 1887, p. 112)